# Santiago Simón
Santiago Simón (Tortuguitas, Buenos Aires, 13 de junio de 2002) es un futbolista argentino. Juega de mediocampista en el Deportivo Toluca F. C. de la Primera División de México.

## Trayectoria

### Inicios
Comenzó su carrera en las divisiones infantiles del Polideportivo Cooperativa de Tortuguitas, luego pasó a las divisiones inferiores de River Plate a temprana edad.

### River Plate
Debutó en Primera División el 20 de noviembre de 2020, entrando por Cristian Ferreira en la victoria ante Banfield 2-0 como visitante, por la Copa de la Liga Profesional 2020.

## Selección nacional

#### Sub-17
Fue internacional con la Selección Argentina sub-17 en 2019, donde jugó 7 partidos y disputó la Copa Mundial de la categoría.

#### Selección mayor
Tras sus constantes buenos rendimientos con River Plate, el 3 de noviembre de 2021 es convocado por Scaloni para la doble fecha eliminatoria rumbo a Catar 2022 frente a Uruguay y Brasil.

## Estadísticas

### Clubes
| Club | Div.                | Temporada           | Liga         | Liga         | Liga   | Copas nacionales | Copas nacionales | Copas nacionales | Copas internacionales | Copas internacionales | Copas internacionales | Total | Total | Total  |
| Club | Div.                | Temporada           | Part.        | Goles        | Asist. | Part.            | Goles            | Asist.           | Part.                 | Goles                 | Asist.                | Part. | Goles | Asist. |
| --- | ------------------- | ------------------- | ------------ | ------------ | ------ | ---------------- | ---------------- | ---------------- | --------------------- | --------------------- | --------------------- | ----- | ----- | ------ |
| C. A. River Plate Argentina |                     |                     |              |              |        |                  |                  |                  |                       |                       |                       |       |       |        |
| 1.ª | 2020                | Inexistentes        | Inexistentes | Inexistentes | 2      | 0                | 0                | 0                | 0                     | 0                     | 2                     | 0     | 0     |        |
| 1.ª | 2021                | 16                  | 0            | 3            | 4      | 0                | 1                | 3                | 0                     | 0                     | 23                    | 0     | 4     |        |
| 1.ª | 2022                | 17                  | 0            | 3            | 16     | 2                | 3                | 6                | 1                     | 2                     | 39                    | 3     | 8     |        |
| 1.ª | 2023                | 10                  | 0            | 0            | 13     | 2                | 2                | 3                | 0                     | 0                     | 26                    | 2     | 2     |        |
| 1.ª | 2024                | 24                  | 0            | 1            | 7      | 0                | 0                | 9                | 1                     | 1                     | 40                    | 1     | 2     |        |
| 1.ª | 2025                | 11                  | 0            | 0            | 2      | 0                | 1                | 3                | 0                     | 0                     | 16                    | 0     | 1     |        |
| Total club | Total club          | 78                  | 0            | 7            | 44     | 4                | 7                | 24               | 2                     | 3                     | 146                   | 6     | 17    |        |
| Deportivo Toluca F. C. · México |                     |                     |              |              |        |                  |                  |                  |                       |                       |                       |       |       |        |
| 1.ª | 2025-26             | 0                   | 0            | 0            | -      | -                | -                | 0                | 0                     | 0                     | 0                     | 0     | 0     |        |
| Total club | Total club          | 0                   | 0            | 0            | 0      | 0                | 0                | 0                | 0                     | 0                     | 0                     | 0     | 0     |        |
| Total en su carrera | Total en su carrera | Total en su carrera | 78           | 0            | 7      | 44               | 4                | 7                | 24                    | 2                     | 3                     | 146   | 6     | 17     |
| (1) Las copas nacionales se refiere a la Copa de la Liga, la Copa Argentina, la Supercopa Argentina y el Trofeo de Campeones. (2) Las copas internacionales se refiere a la Copa Libertadores, la Liga de Campeones de la Concacaf y la Leagues Cup. (3) Media de goles por encuentro. No incluye goles en partidos amistosos. |                     |                     |              |              |        |                  |                  |                  |                       |                       |                       |       |       |        |

## Palmarés

### Campeonatos nacionales
| Título              | Equipo            | País      | Año  |
| ------------------- | ----------------- | --------- | ---- |
| Primera División    | C. A. River Plate | Argentina | 2021 |
| Trofeo de Campeones | C. A. River Plate | Argentina | 2021 |
| Primera División    | C. A. River Plate | Argentina | 2023 |
| Trofeo de Campeones | C. A. River Plate | Argentina | 2023 |
| Supercopa Argentina | C. A. River Plate | Argentina | 2023 |

### Campeonatos internacionales
| Título              | Equipo           | Sede | Año  |
| ------------------- | ---------------- | ---- | ---- |
| Sudamericano Sub-17 | Argentina Sub-17 | Perú | 2019 |